# Bălușeni
Bălușeni est une commune du județ de Botoșani en Roumanie.